# آی‌ان‌اس تیر (ای۸۶)
آی‌ان‌اس تیر (ای۸۶) (به انگلیسی: INS Tir (A86)) یک کشتی است که طول آن 105.85 m می‌باشد. این کشتی در سال ۱۹۸۶ ساخته شد.